# Los Navegantes

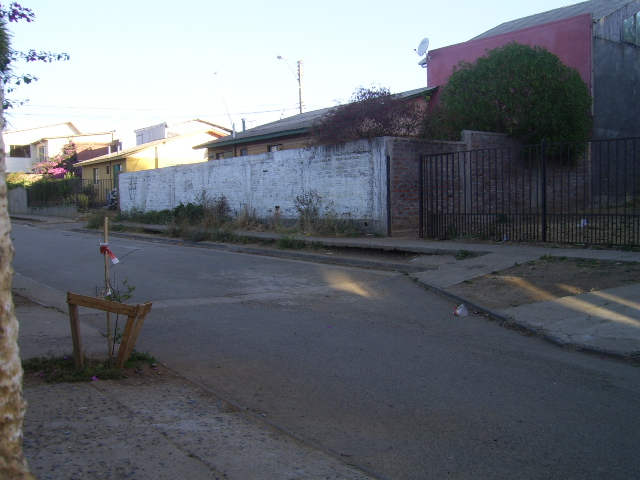
Rua Sebastián Elcano, Los Navegantes.

Los Navegantes (Traduzido como Bairro Los Navegantes - )  é um bairro residencial no sudeste de Pichilemu, Chile. Está localizado perto do Estádio Municipal e Colina La Cruz. Los Navegantes  possui um perímetro de aproximadamente 1,5 km e foi fundado entre 1996-1997. O lado seguro do tsunami em Pichilemu, começa perto do bairro.

## História
A vila foi fundada no final de 1997, após cinco anos a construção de cerca de trinta casas.

## População
O bairro possui uma população estimada em 200. A maioria dos adultos do bairro são s professor ou trabalhadores no município.

## Educação
O bairro possui uma escola, Charly's School, localizada próxima ao bairro.